# Farerska Partia Ludowa

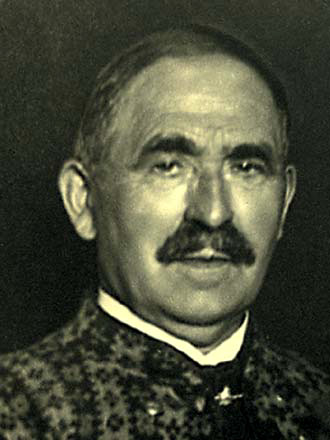
Jóannes Patursson, jeden z założycieli partii.

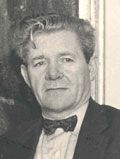
Hákun Djurhuus, premier z ramienia partii w latach 1963–1967.

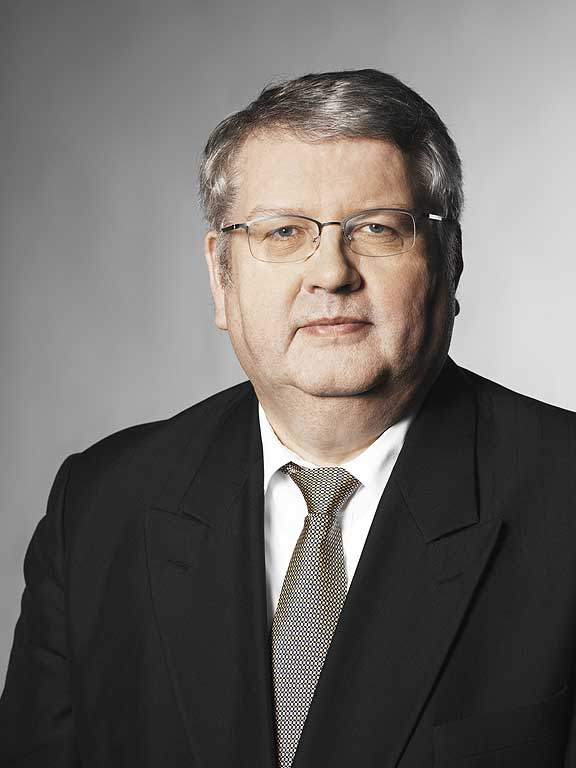
Anfinn Kallsberg, premier z ramienia partii w latach 1998–2004.

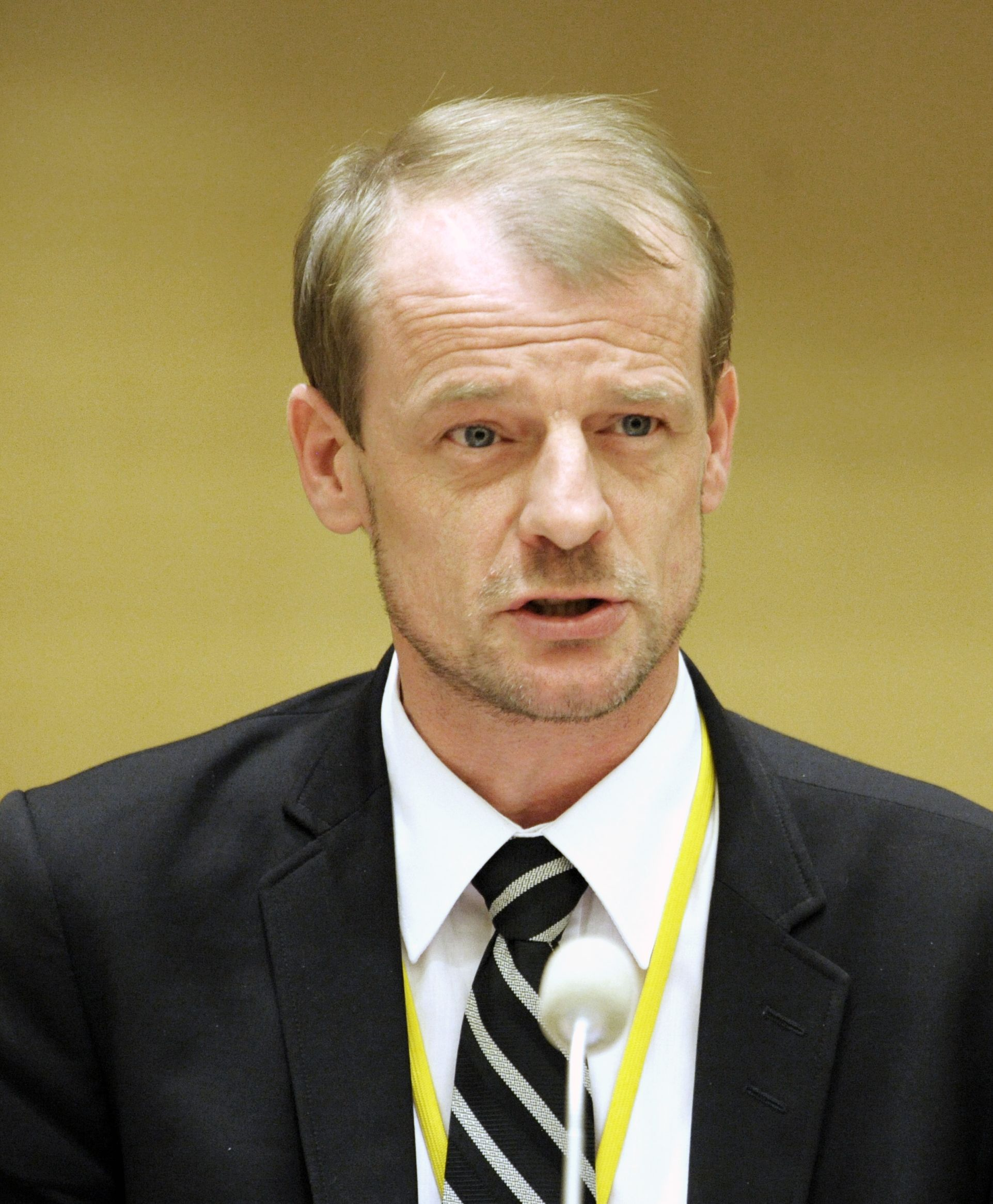
Przewodniczący partii od 2007 roku Jørgen Niclasen.

Farerska Partia Ludowa (far. Fólkaflokkurin, wł. Farerska Partia Ludowa – radykalna niepodległość, far. Hin Føroyski Fólkaflokkurin – Radikalt sjálvsstýri) – partia polityczna, działająca na terenie Wysp Owczych, reprezentująca poglądy centroprawicowe, liberalno-konserwatywne oraz separatystyczne. Używa barwy zielonej.

## Historia
Partia powstała w 1939 roku, jako Vinnuflokkurin. Założyła ją część dawnych polityków Sjálvstýrisflokkurin, która opuściła partię w efekcie niezgody dotyczącej reformy rolnej na Wyspach oraz polityki gospodarczej i społecznej. Był między nimi Jóannes Patursson, który sprawował funkcję pierwszego przewodniczącego partii do swojej śmierci w 1946. Jego następcą został Thorstein Petersen. W 1940 roku partia zmieniła nazwę na Fólkaflokkurin i wzięła udział w pierwszych w swojej historii wyborach parlamentarnych. Zdobyła wówczas 2 084 głosy (24,8%), co dało jej sześć mandatów w Løgting. Trzy lata później partia polepszyła swój wynik do 12 na 25 posłów, a w 1945 jedenastu.
Po wyborach z 1950 roku partia weszła, wraz z Sambandsflokkurin w koalicję, w której uczestniczyła do roku 1959 (od 1954 także z Javnaðarflokkurin). W 1951 roku partia ponownie zmieniła lidera, którym stał się Hákun Djurhuus. Ponownie władzę objęła w 1962 roku, kiedy Djurhuus, jako pierwszy premier z ramienia Partii Ludowej na czele koalicji z Tjóðveldisflokkurin, Sjálvstýrisflokkurin oraz Framburðsflokkurin. Utrzymała się ona do kolejnych wyborów. Kolejny raz partia znalazła się u władzy: po elekcji w roku 1974 i sprawowała ją wraz z innymi ugrupowaniami do wyborów w 1984. Na stanowisku lidera w 1980 roku Hákuna Djurhuusa zastąpił Jógvan Sundstein. Partia ponownie stanęła u władzy, wraz z Tjóðveldisflokkurin, Kristiligi Fólkaflokkurin oraz Sjálvstýrisflokkurin, a na czele rządu stanął prezes partii Jógvan Sundstein. Koalicja trwała do roku 1991 (już w 1989 odeszła z niej Kristiligi Fólkaflokkurin), a następnie, po kolejnych wyborach, Partia Ludowa zaczęła współrządzić z Javnaðarflokkurin do 1993 roku. W tym czasie na stanowisku prezesa Fólkaflokkurin zasiadł Anfinn Kallsberg.
W wyborach w roku 1994 partia uzyskała 16% poparcia i 6 miejsc w parlamencie i znalazła się w opozycji. Sytuacja odwróciła się ponownie po roku 1996, kiedy weszła w skład koalicji ze złożonej z: Sjálvstýrisflokkurin, Sambandsflokkurin oraz Verkamannafylkingin. Od wyborów w 1998 stanęła na czele nowej frakcji (Sjálvstýrisflokkurin i Tjóðveldisflokkurin, od 2002 także Kristiligi Fólkaflokkurin), a premierem został Anfinn Kallsberg. W latach 2004–2015 (z przerwą w roku 2008) wchodziła w skład kolejnych koalicji (2004–2011: Javnaðarflokkurin i Sambandsflokkurin, 2011–2015: Sjálvstýrisflokkurin, Sambandsflokkurin i Miðflokkurin). Od 2007 roku partii przewodniczy Jørgen Niclasen.
W wyborach w roku 2015 partia zdobyła 6 102 głosy (18,7%), co dało jej sześć mandatów w farerskim parlamencie (o dwa mniej niż w poprzednich wyborach). Partia nie weszła do koalicji rządzącej. 9 września jej szeregi opuściła poseł Annika Olsen, która przeniosła się później do Framsókn. Olsen ostatecznie zdecydowała o rezygnacji z mandatu co uczyni na koniec października, a jej miejsce w parlamencie zajmie kolejna osoba z listy Fólkaflokkurin Joen Magnus Rasmussen.

## Organizacja Fólkaflokkurin
Przewodniczący:
- Jørgen Niclasen

Przewodniczący regionów:
- Símun Gullaksen – Norðoyar (Norðya Fólkafloksfelag)
- Eyðun á Lakjuni – Eysturoy (Eysturoyar Fólkafloksfelag)
- Áki Olsen – Północne Streymoy (Norðstreymoyar Fólkafloksfelag)
- Sólvit Nolsø – Tórshavn (Havnar Framburðsfelag)
- Jógvan Magnus Andreasen – Vágar (Vága Fólkafloksfelag)
- Ingimar Tór Thomsen – Sandoy (Sandoyar Fólkafloksfelag)
- Trúgvi Gudmundarsson – Suðuroy (Suðuroyar Fólkafloksfelag)

### Przewodniczący Fólkaflokkurin
Następujące osoby sprawowały funkcję przewodniczącego Partii Ludowej:
- Jóannes Patursson (1939 – 1946)
- Thorstein Petersen (1946 – 1951)
- Hákun Djurhuus (1951 – 1980)
- Jógvan Sundstein (1980 – 1993)
- Anfinn Kallsberg (1993 – 2007)
- Jørgen Niclasen (od 2007)

### Premierzy Wysp Owczych z ramienia partii
Następujące osoby z Partii Ludowej sprawowały funkcję premiera Wysp Owczych:
- Hákun Djurhuus (1963 – 1967)
- Jógvan Sundstein (1989 – 1991)
- Anfinn Kallsberg (1998 – 2004)

### Obecni parlamentarzyści Fólkaflokkurin
Ostatnie wybory odbyły się na Wyspach Owczych 1 września 2015 roku. Partia Ludowa uzyskała w nich 18,9% głosów, co dało jej sześć mandatów w Løgtingu, czyli o dwa mniej względem poprzednich wyborów. Lista posłów obecnie sprawujących urząd z ramienia Fólkaflokkurin przedstawia się następująco:
- Elsebeth Mercedis Gunnleygsdóttur
- Jógvan á Lakjuni
- Jákup Mikkelsen
- Jørgen Niclasen
- Joen Magnus Rasmussen (od listopada 2015)
- Jacob Vestergaard

## Poparcie w wyborach

### Wybory parlamentarne
Wyniki Partii Ludowej w wyborach parlamentarnych przedstawiały się następująco:
| Wybory   | Løgting | Løgting   | Løgting | Løgting | Løgting | Folketing         | Folketing         | Folketing         | Folketing         | Folketing         |
| Wybory   | Głosy   | Głosy     | Głosy   | Mandaty | Mandaty | Głosy             | Głosy             | Głosy             | Mandaty           | Mandaty           |
| Wybory   | Liczba  | %         | +/–     | Liczba  | +/–     | Liczba            | %                 | +/–               | Liczba            | +/–               |
| -------- | ------- | --------- | ------- | ------- | ------- | ----------------- | ----------------- | ----------------- | ----------------- | ----------------- |
| 1940     | 2 084   | 24,7 (2.) | —       | 6/24    | —       | —                 | —                 | —                 | —                 | —                 |
| 1943 (F) | 4 010   | 41,5 (1.) | 23,2    | 12/25   | 6       | 3 452             | 48,2 (1.)         | —                 | 1/1               | —                 |
| 1945 (F) | 5 725   | 43,4 (1.) | 1,9     | 11/25   | 1       | 3 990             | 46,2 (1.)         | 2,0               | 1/1               |                   |
| 1946     | 5 396   | 40,9 (1.) | 2,5     | 8/18    | 3       | —                 | —                 | —                 | —                 | —                 |
| 1947     | —       | —         | —       | —       | —       | 4 135             | 42,7 (1.)         | 3,5               | 1/1               |                   |
| 1950 (F) | 3 750   | 32,3 (1.) | 8,6     | 8/25    |         | nie brała udziału | nie brała udziału | nie brała udziału | nie brała udziału | nie brała udziału |
| 1953     | —       | —         | —       | —       | —       | nie brała udziału | nie brała udziału | nie brała udziału | nie brała udziału | nie brała udziału |
| 1954     | 2 660   | 20,9 (3.) | 11,3    | 6/27    | 2       | —                 | —                 | —                 | —                 | —                 |
| 1957     | —       | —         | —       | —       | —       | 2 574             | 37,6 (1.)         | —                 | 1/2               | —                 |
| 1958     | 2 467   | 17,8 (4.) | 3,1     | 5/30    | 1       | —                 | —                 | —                 | —                 | —                 |
| 1960     | —       | —         | —       | —       | —       | 2 158             | 19,9 (3.)         | 17,7              | 0/2               | 1                 |
| 1962     | 3 068   | 20,2 (4.) | 2,4     | 6/29    | 1       | —                 | —                 | —                 | —                 | —                 |
| 1964     | —       | —         | —       | —       | —       | 2 622             | 25,0 (3.)         | 5,1               | 1/2               | 1                 |
| 1966 (F) | 3 811   | 21,6 (3.) | 1,4     | 6/26    |         | 3 549             | 33,6 (2.)         | 13,6              | 1/2               |                   |
| 1968     | —       | —         | —       | —       | —       | 4 294             | 34,4 (1.)         | 0,8               | 1/2               |                   |
| 1970     | 3 617   | 20,0 (4.) | 1,6     | 5/26    | 1       | —                 | —                 | —                 | —                 | —                 |
| 1971     | —       | —         | —       | —       | —       | 2 680             | 20,4 (3.)         | 14,0              | 1/2               |                   |
| 1973     | —       | —         | —       | —       | —       | 2 690             | 20,4 (3.)         |                   | 0/2               | 1                 |
| 1974     | 4 069   | 20,5 (3.) | 0,5     | 5/26    |         | —                 | —                 | —                 | —                 | —                 |
| 1975     | —       | —         | —       | —       | —       | 2 957             | 21,3 (4.)         | 0,9               | 0/2               |                   |
| 1977     | —       | —         | —       | —       | —       | 2 773             | 17,0 (4.)         | 4,3               | 0/2               |                   |
| 1978     | 4 067   | 17,8 (4.) | 2,7     | 6/32    | 1       | —                 | —                 | —                 | —                 | —                 |
| 1979     | —       | —         | —       | —       | —       | 3 005             | 16,1 (4.)         | 0,9               | 0/2               |                   |
| 1980     | 4 399   | 18,9 (4.) | 0,9     | 6/32    |         | —                 | —                 | —                 | —                 | —                 |
| 1981     | —       | —         | —       | —       | —       | 3 073             | 18,5 (4.)         | 2,4               | 0/2               |                   |
| 1984 (F) | 5 446   | 21,6 (2.) | 2,7     | 7/32    | 1       | 4 605             | 25,1 (2.)         | 6,6               | 1/2               | 1                 |
| 1987     | —       | —         | —       | —       | —       | 6 411             | 28,8 (1.)         | 3,7               | 1/2               |                   |
| 1988 (F) | 6 692   | 23,2 (1.) | 1,6     | 8/32    | 1       | 5 655             | 24,7 (2.)         | 0,4               | 1/2               |                   |
| 1990 (F) | 6 234   | 21,9 (2.) | 1,3     | 7/32    | 1       | 4 582             | 25,6 (2.)         | 0,9               | 1/2               |                   |
| 1994 (F) | 4 091   | 16,0 (2.) | 5,9     | 6/32    | 1       | 4 159             | 21,7 (2.)         | 3,9               | 1/2               |                   |
| 1998 (F) | 5 884   | 21,3 (2.) | 5,3     | 8/32    | 2       | 5 569             | 26,9 (1.)         | 5,2               | 1/2               |                   |
| 2001     | —       | —         | —       | —       | —       | 5 417             | 20,5 (4.)         | 6,4               | 0/2               | 1                 |
| 2002     | 6 352   | 20,8 (4.) | 0,5     | 7/32    | 1       | —                 | —                 | —                 | —                 | —                 |
| 2004     | 6 530   | 20,6 (4.) | 0,2     | 7/32    |         | —                 | —                 | —                 | —                 | —                 |
| 2005     | —       | —         | —       | —       | —       | 5 967             | 24,0 (2.)         | 3,5               | 1/2               | 1                 |
| 2007     | —       | —         | —       | —       | —       | 4 782             | 20,5 (3.)         | 3,5               | 0/2               | 1                 |
| 2008     | 6 240   | 20,1 (3.) | 0,5     | 7/33    |         | —                 | —                 | —                 | —                 | —                 |
| 2011 (F) | 6 883   | 22,5 (2.) | 2,4     | 8/33    | 1       | 3 932             | 19,0 (4.)         | 1,5               | 0/2               |                   |
| 2015 (F) | 6 102   | 18,9 (3.) | 3,6     | 6/33    | 2       | 4 368             | 18,7 (4.)         | 0,3               | 0/2               |                   |

### Wybory samorządowe
Wyniki Partii Ludowej w wyborach samorządowych przedstawiały się następująco:
| Wybory | Rady gmin | Rady gmin | Rady gmin | Rady gmin |
| Wybory | Głosy     | Głosy     | Mandaty   | Mandaty   |
| Wybory | %         | +/–       | Liczba    | +/–       |
| ------ | --------- | --------- | --------- | --------- |
| 1996   | —         | —         | 153/277   | —         |
| 2000   | 36,2      | —         | 137/272   | 16        |
| 2004   | 37,1      | 0,9       | 106/220   | 31        |
| 2008   | 30,1      | 7,0       | 79/210    | 27        |
| 2012   | 37,6      | 7,5       | 120/203   | 41        |